# برنامج 360 وياك
أطلقت اللجنة المنظمة لاحتفالات اليوم الوطني لدولة قطر شبكة برامجية اتسمت بالتنوع خلال احتفالات عام 2020 شملت برنامج استوديو الدوحة وبرنامج سعة خاطر وبرنامج تحدي وإنجاز وبرنامج 360 وياك، وقدّمت هذه الشبكة البرامجية خلال الفترة الممتدة من 14 إلى 19 ديسمبر 2020.
برنامج 360 وياك هو برنامج مسابقات وجوائز بث عبر قناة دوحة 360 ومنصّاتها الإعلامية المختلفة، وهو أحد البرامج التي أطلقتها اللجنة المنظمة لاحتفالات اليوم الوطني بمناسبة اليوم الوطني للدولة 2020.
البرنامج من تقديم الإعلامي خالد الجميلي والذي يطرح فيه مجموعة أسئلة على المتّصلين والمتابعين، بهدف التفاعل مع الجمهور، وتلقّي ردودهم حول الأسئلة التي يتمّ طرحها من خلال البرنامج.
ويهدف البرنامج إلى ترسيخ قيم التفاعل والإيجابية بين أفراد المجتمع، ويثري ثقافة المتصلين والمتابعين بالمعلومات المتعلّقة بالتاريخ والتراث القطري، مما يعزّز قيم التنافس بصورة إبداعية دعماً للهويّة الوطنية الأصيلة، ونشرا للمعرفة والوعي من خلال الأسئلة المطروحة التي تسلّط الضوء على أحداث مهمّة في البلد والعالم.